# Pachycopsis malina
Pachycopsis malina là một loài bướm đêm trong họ Geometridae.